# DJ-Kicks: Four Tet
DJ-Kicks: Four Tet – album zawierający didżejski mix Four Teta, wydany 23 czerwca 2006 roku w Wielkiej Brytanii, Europie i USA nakładem wytwórni !K7 Records jako CD. W tym samym roku w Niemczech została wydana również wersja winylowa (2LP), a w 2012 roku – digital download (21 plików MP3), jako część 27!K7 Boxset. Album stanowi część serii wydawniczej DJ-Kicks. 

## Album

### Historia i muzyka
Swoje poprzednie kompilacje Four Tet tworzył w oparciu o muzykę, która wywarła na niego wpływ, wybierając kilka ulubionych płyt. Na potrzeby zamówionego DJ-Kicks chciał stworzyć coś bardziej optymistycznego, co mógł zagrać w klubie i co czerpało z jego ostatnich doświadczeń jako DJ-a. Według jego słów miało to być „granie dla ludzi, którzy po prostu chcą tańczyć, ekscytujące dla kogoś, kto zajmuje się muzyką eksperymentalną”. Na albumie znalazło się tyle gatunków, ile utworów: old skool hip-hop z wczesnych lat 90. („Represent” Showbiz & AG oraz „Up Against the Wall” Group Home), house (Akufen), francuski prog-rock (Heldon), wczesny two-step (So Solid Crew), świadomy soul (Curtis Mayfield), elektroniczne eksperymenty, minimal techno (Model 500), kosmiczny jazz (Heiner Stadler) czy brzmienie afrykańskich zanz zespołu Shona People of Africa, połączone analogowymi, syntezatorowymi interludiami, segmentami i z nowym utworem Four Teta, stworzonym specjalnie na potrzeby tej kompilacji.

### Lista utworów
Lista i informacje według Discogs:
| Nr  | Tytuł utworu                            | Oryginalny wykonawca       | Długość |
| --- | --------------------------------------- | -------------------------- | ------- |
| 1.  | „Leapday Night (Scene 1)”               | David Behrman              | 2:45    |
| 2.  | „Mom, The Video Broke”                  | Syclops                    | 3:53    |
| 3.  | „If I Were Only A Child Again”          | Curtis Mayfield            | 2:44    |
| 4.  | „Out-Rock”                              | Heiner Stadler             | 1:39    |
| 5.  | „The Professor's Here”                  | Gary Davis                 | 4:10    |
| 6.  | „Les Soucoupes Volantes Vertes”         | Heldon                     | 2:15    |
| 7.  | „Les Yper-Sound”                        | Stereolab                  | 3:57    |
| 8.  | „Dilemma”                               | So Solid Crew              | 1:18    |
| 9.  | „Psychometry 3.2”                       | Akufen                     | 1:02    |
| 10. | „Baby Day”                              | Animal Collective          | 2:05    |
| 11. | „Figaro (101 Remix)”                    | Madvillain                 | 1:56    |
| 12. | „Love, Love”                            | Julian Priester Pepo Mtoto | 4:26    |
| 13. | „Pockets”                               | Four Tet                   | 5:16    |
| 14. | „Psychosomatic”                         | Model 500                  | 3:26    |
| 15. | „Taireva”                               | Shona People Of Rhodesia   | 3:59    |
| 16. | „Superspace”                            | Quickspace Supersport      | 4:29    |
| 17. | „Kneel To The Boss”                     | Cabaret Voltaire           | 0:36    |
| 18. | „Love Is How Y Make It”                 | Gong                       | 3:26    |
| 19. | „Represent”                             | Showbiz & A.G.             | 1:03    |
| 20. | „Up Against The Wall (Getaway Car Mix)” | Group Home                 | 5:01    |
| 21. | „Flutter”                               | Autechre                   | 9:57    |
|     |                                         |                            | 1:09:23 |

### Informacje
- Four Tet – DJ Mix
- Klaus Dahmen – design
- Jason Evans – zdjęcie

## Odbiór

### Opinie krytyków
| Oceny łączne      | Oceny łączne |
| Publikacja        | Ocena        |
| ----------------- | ------------ |
| Album of the Year | 70/100       |
| Recenzje          |              |
| Publikacja        | Ocena        |
| AllMusic          | [ 6 ]        |
| Drowned in Sound  | 7/10         |
| laut.de           | [ 8 ]        |
| musicOMH          | [ 9 ]        |
| Pitchfork         | 8.1/10       |
| PopMatters        | 6/10         |

Album otrzymał średnią ocenę 70 na 100 na podstawie 5 recenzji krytycznych w zestawieniu Album of the Year.

Trwający około 70 minut album prezentuje unikalny styl i talent DJ-a Four Teta. Zawierając mieszankę muzyki elektronicznej, eksperymentalnej i ambientowej, DJ-Kicks zabiera słuchaczy w porywającą podróż przez różne gatunki i nastroje. Każdy utwór jest starannie dobrany, aby stworzyć spójne i wciągające wrażenia słuchowe.

Zdaniem Marisy Brown z AllMusic charakter DJ-Kicks Four Teta „być może najlepiej odzwierciedla utwór „Pockets”, który pojawia się w nieco ponad połowie albumu. Nie przypomina on niczego innego na DJ-Kicks, ale mimo to obejmuje wszystko, co było przed nim i wszystko, co nadejdzie później. Używając syntezatorów w rytmach przypominających house, różnych organicznych i nieorganicznych form perkusji, warstw dźwięków i efektów, które wkraczają i wychodzą z utworu, a także dobrego wyczucia melodii, „Pockets” reprezentuje nie tylko twórczość Four Teta, ale też jego muzyczne zainteresowania, jak również sam album. A dla fanów Four Teta jest to wystarczający powód, aby DJ-Kicks był interesujący”.
„Ten album to po prostu muzyka głowy i ciała” – uważa Andreas Hierling z laut.de dodając: „w miarę trwania płyty środek ciężkości wydaje się przesuwać coraz bardziej w stronę głowy”.
Mark Richardson z magazynu Pitchfork ocenia, iż Four Tet to „facet, który słucha poza kategoriami i (...) który potrafi wybierać i sekwencjonować różne utwory w sposób, który podkreśla to, co je łączy, a nie to, co je odróżnia. Na tym polega prawdziwa sztuczka z tym DJ-Kicks – że wrażliwość leżąca u podstaw tego wszystkiego jest wyraźnie słyszalna. Wszystko to w jakiś sposób przekonująco staje się «Four Tetowską muzyką»”.
Według Jenni Cole z musicOMH na albumie wyróżniają się te utwory, które „zachowują swoją własną tożsamość – 'If Only I Were a Child Again' Curtisa Mayfielda, 'The Professor's Here' Gary’ego Davisa i 'Taaireva' zespołu Shona People Of Rhodesia, a także 'Pockets', utwór własny artysty”.
„Na pewno godnym uwagi wydarzeniem jest kompilacja Hebdena ze zbioru cenionej serii DJ Kicks” – stwierdza Tim O'Neil z magazynu PopMatters dodając: „O ile brzmienie Hebdena jest bezsprzecznie wyjątkowe, o tyle jego DJ Kicks jest także przeżyciem nie do opisania. Eklektyzm jest [tu] na porządku dziennym”.
Do eklektyzmu nawiązuje również Sam Lewis z Drowned in Sound: „Hebden to Hebden, płyta ta staje się mniej [płytą] o wyrazistych melodiach, a raczej wymagającym ćwiczeniem z eklektyzmu: zobacz, jak płynnie łączy So Solid Crew z Animal Collective! Podziwiaj, jak w godzinę przenosi cię od Curtisa Mayfielda do Autechre!”.